# Ashford Carbonell
Pour les articles homonymes, voir Ashford (homonymie) et Carbonell.
Ashford Carbonell est une paroisse civile et un village du Shropshire, en Angleterre.